# Абай (Тюлькубаський район)
Аба́й (каз. Абай) — село у складі Тюлькубаського району Туркестанської області Казахстану. Входить до складу Баликтинського сільського округу.
Населення — 1289 осіб (2021; 1431 у 2009, 1295 у 1999, 1361 у 1989).